# グローバル・ソーシング
グローバル・ソーシング（英語: global sourcing）とは商学用語の一つ。グローバル･パーチェイシング、世界最適調達などとも言われる。
企業が生産に必要とする物やサービスの調達先として、世界各国の諸企業を選択対象とすること。結果として、自国内の企業から調達することもありえる。類似の用語に、global procurement、international purchasing、worldwide sourcing、import sourcing、offshore sourcing、international procurementなどがある。

## 経済的背景
グローバル・ソーシングは、アメリカの生産企業がファブレス化や、生産過程の一部を分割して、外部委託(アウトソース、outsource)することを進め、とくに1990年以降、その範囲が国外に広がったことから、経営戦略のひとつとして注目されるようになった。グローバル・ソーシングが、1990年以降、急速に進んだ要因としては、(1)情報通信革命の進行、(2)東アジア諸国の経済発展、とくに中国の改革開放、インドの経済自由化など、の二つが考えられる。
グローバル・ソーシングは、意図からすれば企業の「世界最適調達」optimal worldwide purchasingの結果である。しかし、アメリカと日本とでは、資源環境などが大きくちがうため、その歴史も多く異なっていた。資源の少ない日本では、加工貿易がひとつの国是であったように、明治期から原材料などを(商社を通して)世界中から調達していた。直接購入していたか間接に購入していたかを問わなければ、日本企業は明治期からグローバル・ソーシングをしていたともいえる。これに対し、ほとんどの資源を国内調達できたアメリカ合衆国などでは、原材料や素材・部品を企業外から調達していたとしても、調達先(供給元)はほとんど国内企業であった。1990年代に入り、情報通信費の大幅な低落と、大きな賃金格差をもつ工業国の出現が、国内調達先ばかりでなく、従来は自社企業内で一貫生産していた工程を分割してまで、一部の工程を海外に外部委託したり、部品の国外調達を積極的に行なうようになったことが、グローバル・ソーシングの進展をささえている
ボールドウィンは、3世紀に亙るグローバル化の歴史をたどり、現在のグローバル・ソーシングを含むグローバル化の動きを(第1のアンバンドリングに続く)第2のアンバンドリング(second unbundling, 第2の生産大分離)と呼んでいる。ボールドウィンによれば、第1のアンバンドリングと第2のアンバンドリングの間には、それをもたらした原因においても、その影響においても大きな違いがある。第1のアンバンドリングは蒸気機関の発明により輸送価格が大幅に下落したことから生じた。第2のアンバンドリングはICTの発達と普及により情報費用が急減したことから生じた。第1のアンバンドリングでは、世界に占める先進国(現G7)のシェアは、国内総生産においても貿易量においても増大したが、第2のアンバンドリングでは、まったく逆の現象が生じている。

## 経営学
グローバル・ソーシングは、サプライチェーン・マネジメントの世界版とも考えることができる。グローバル・ソーシング(グローバル・パーチェイシング)関連の研究展望については、L. Quintensらの2006年論文をみよ。ここには2006年までのま123本の論文が紹介されている。日本語では、実践的なものは少ないが、村上三平・杉本大地『最適解を導く調達戦略フレームワーク―何を?誰から?どう買うか?』(日刊工業新聞社、2011)は、実務に携わった二人による最適ソーシングの入門書。

## 経済的影響
グローバル・ソーシングの進展に伴う企業レベルの経済効果については、松浦寿幸・早川和伸による2010年論文をみよ。ここには、国外投資から輸出の経験による学習効果まで、グローバル・ソーシングに伴うさまざまな経済効果について、既存論文が展望されている。
グローバル・ソーシングの展開は、世界の貿易構造を変えつつあり、そのネットワークはグローバル・バリュー・チェーン(global value chain)と呼ばれることがある。

## 経済理論
経済学では、これらの話題は、主としてフラグメンテーション(生産の分断化)という観点から分析されている。しかし、グローバル・ソーシングは、既存の工程の分断あるいは切り出し(slicing of production process)ではない。グローバル・ソーシングの経済理論がこのように工程分断という視点からのみ分析されることが多いのは、貿易理論の制約による。貿易理論では、ヘクシャー・オリーンの理論を代表として、伝統的に最終財のみの貿易を分析してきた。しかし、グローバル・ソーシングは、中間財貿易・投入財貿易であり、原理的には扱うことができない。そのため、貿易論ではフラグメンテーション、オフショアリングなど、貿易パタンを特定化して、工程分断といった特殊な視点が強調されてきた。しかし、塩沢由典によりリカード・スラッファ貿易経済の一般理論が発表され、状況は変わりつつある。